# ویلیام اسمیت (دوچرخه‌سوار)
ویلیام اسمیت (انگلیسی: William Smith; ۱ ژانویهٔ ۱۸۹۳ – ۱ اکتبر ۱۹۵۸) دوچرخه‌سوار اهل آفریقای جنوبی بود.